# 文房具大戦 ブングサーガ
『文房具大戦 ブングサーガ』（ぶんぼうぐたいせん ブングサーガ）は、2005年にタカラ（現タカラトミー）から発売された、文房具をコンセプトにしたキャラクター玩具。
キャラクターコンセプトは『文房具』とされ、キャラクターの各パーツが文房具で構成されている。

## ストーリー
人間の住む世界とはまったく違う別世界「ブングワールド」。ブングワールドは10種類の属性に分かれており、それぞれの属性の戦士「ブングナイト」がその平和を守っていた。しかし、ある日突然「闇」の属性を持つ強大な敵「ハデスドラゴン」が出現し、平和だったブングワールドを破壊し尽くしてしまう。ブングワールドに平和を取り戻すべく、ブングナイトは現実世界の主人公と出会う。
未知なる力「ブングフォース」に導かれた主人公とブングナイトたちの冒険が始まる。

## 用語
ブングワールド
人間が生活する現実世界とは全く異なる異世界。「光」・「水」・「金」・「風」・「火」・「木」・「土」・「雷」・「氷」・「闇」の10属性で成り立っている。普段は現実世界と干渉することはない。「闇」の属性の力を持つ謎の敵「ハデスドラゴン」によって、各属性のブングワールドは壊滅状態に陥ってしまう。
ブングナイト
ブングワールドを守る戦士たちの総称。身体が文房具でできている。各属性ごとにブングナイトが存在する。ハデスドラゴンによって破壊されたブングワールドを復活させるため、「ブングフォース」に導かれた主人公と出会い、冒険の相棒として活躍する。
ブングフォース
ブングワールドおよびブングナイトに関係する謎の力。未知なる力とされ、詳細は不明。ブングナイトと主人公を結びつける重要な役割を果たす。

## 玩具一覧
商品IDのBCは「ブングサーガコレクションシリーズ」、BAは「ブングナイトアクセサリーシリーズ」、BSは「ブングサーガスターター」の略。

### ブングサーガコレクションシリーズ
| IDナンバー | 名前                            | 価格 |
| ---------- | ------------------------------- | ---- |
| BC-001     | ストームドラゴン                | ¥700 |
| BC-002     | マグマビートル                  | ¥700 |
| BC-003     | グランドレオン                  | ¥700 |
| BC-004     | アドベンチャーノート （疾風編） | ¥400 |
| BC-005     | アドベンチャーノート （爆炎編） | ¥400 |
| BC-006     | アドベンチャーノート （大地編） | ¥400 |
| BC-007     | ボルティックホーク              | ¥700 |
| BC-008     | アドベンチャーノート （迅雷編） | ¥400 |
| BC-009     | アイアンスタッグ                | ¥700 |
| BC-010     | スパイラルシャーク              | ¥700 |
| BA-001     | ブングナイトケース              | ¥550 |

### ブングサーガスターター
| IDナンバー | 名前                                              | 価格  |
| ---------- | ------------------------------------------------- | ----- |
| BS-001     | ストームドラゴン 疾風編                           | ¥1000 |
| BS-002     | マグマビートル 爆炎編                             | ¥1000 |
| BS-003     | グランドレオン 大地編                             | ¥1000 |
| BS-004     | ブングサーガDXセット1 （ストームドラゴン 疾風編） | ¥1700 |
| BS-005     | ボルティックホーク 迅雷編                         | ¥1000 |
| BS-006     | アイアンスタッグ 鉄甲編                           | ¥1000 |

## メディアミックス

### 漫画作品
ブングサーガ ミニミニ大バトル!!（コロコロイチバン!創刊号〈2005年5月号〉 - 5号〈2006年1月号〉） - 難波孝
シリーズ唯一のメディアミックス作品。シリアスなストーリーの原作に対し、こちらはギャグ漫画として連載されていた。主人公の文房隼人がブングナイトに憑依するという、オリジナルの設定が存在する。また、ブングナイトは外国にいる主人公の父親から送られてきた玩具とされており、ブングワールドの概念が存在しないなど、原作とは設定が大きく異なる。単行本化はされていない。